# Benedito Nilo de Alvarenga
Benedito Nilo de Alvarenga (Campos dos Goytacases, 12 de novembro de 1884 — ?, ?) foi um político brasileiro.
Filho de Manuel Timóteo de Alvarenga e de Maria Rita de Almeida Alvarenga.Se casou com Ana Alvarenga. 
Iniciou os estudos no Liceu de Campos. Se formou em direito na Faculdade Livre de Direito, do Rio de Janeiro, no ano de 1905. Ao longo da carreira profissional, exerceu a função de promotor interino em Campos dos Goytacases, e em 1914 assumiu o cargo de juiz federal. Foi eleito deputado deputado estadual em 1916, pela Oposição Constitucional Fluminense, e ficou até 1918. Benedito ajudou na elaboração do Código Judiciário do Estado do Rio de Janeiro. 
Como era dono de fazendas de café e de cana-de-açúcar na região de Campos dos Goytacases, em 1932, Benedito foi nomeado membro do conselho econômico do estado do Rio de Janeiro pelo almirante Ari Parreiras. 
Exerceu o mandato de deputado federal constituinte pelo Rio de Janeiro em 1934.